# Oban (moneta)

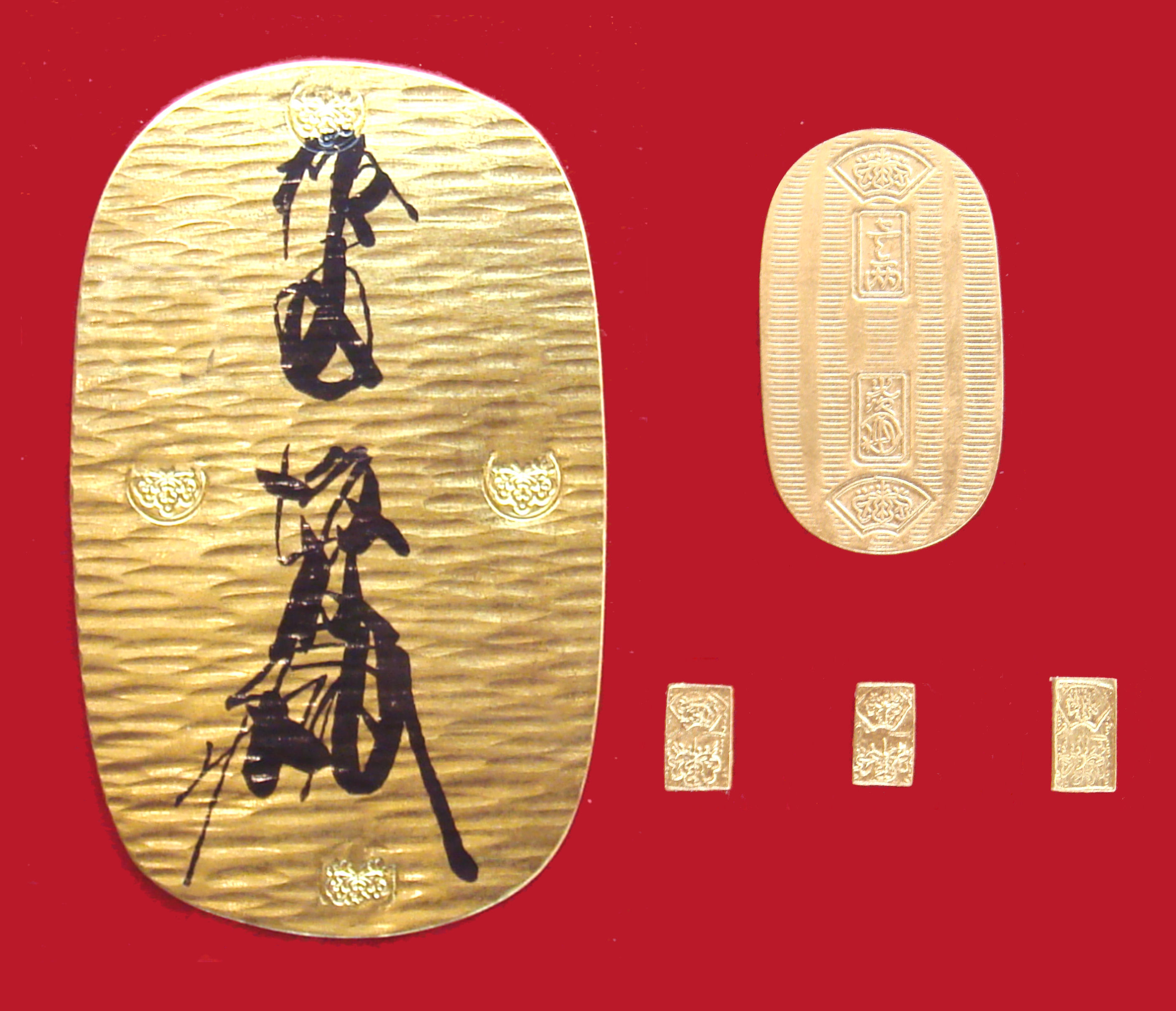
Złote monety (ban) z XVII wieku (zbiory Muzeum Złota w Toi)

Oban (ban) – owalna złota moneta japońska, emitowana od schyłku XVI wieku aż do drugiej połowy XIX stulecia w różnej wartości i nominałach.
Po wprowadzeniu w 1588 przez Hideyoshi Toyotomi miała wagę 165 g, przy próbie złota 740 i odpowiadała wartością 10 ryō. Wytwarzano ją w specjalnej mennicy dla złota (kinza) w postaci płaskich owalnych blaszek, młotkowanych specyficznym prążkowanym wzorem oraz stemplami określającymi wartość i czas (epokę) emisji. Na odwrocie podpisywana była tuszem przez zarządcę mennicy. Monety te, o znacznych rozmiarach (dł. 13–15 cm), odlewano z wysokowartościowego stopu złota ze srebrem, choć z upływem czasu cechował je stopniowy spadek wagi i zawartości czystego kruszcu.
Oban, przechowywany w specjalnych woreczkach ze względu na łatwość uszkodzenia, jako moneta nie funkcjonował w handlowym obiegu, lecz służył do tezauryzacji zysków i w charakterze nagrody. Charakterystyczny dla okresu Edo, w praktycznym użyciu ograniczał się do środowisk szlachty dworskiej i feudalnej arystokracji.
W XVII stuleciu wprowadzono podobny, lecz mniejszy (40 x 70 mm) i nie sygnowany tuszem koban o podstawowej wartości 1 ryō, w relacji 1 oban = 7,5 kobana. Wypuszczano także jego połówki (gorioban) i ćwiartki oraz monety o nominale 5 ryō. W pierwszej połowie XIX wieku odpowiadał on wartością 4000 miedziaków (mon). W niektórych prowincjach (np. Akita) bito również srebrne kobany, z zaznaczeniem odpowiedniej wartości.
Jako najwartościowsza złota moneta Japonii oban ze swymi pochodnymi jest rzadki i w handlu numizmatycznym niezwykle poszukiwany przez kolekcjonerów, osiągając na aukcjach zawrotne ceny.